# Фадиха (Костромська область)
Фадиха (рос. Фадиха) — присілок в Шар'їнському районі Костромської області Російської Федерації.
Населення становить 0 осіб. Входить до складу муніципального утворення Зебляковське сільське поселення.

## Історія
З 2007 року входить до складу муніципального утворення Зебляковське сільське поселення.

## Населення
| 2008 | 2010 | 2014 |
| ---- | ---- | ---- |
| 1    | ▼0   | ▬0   |